# Isochromodes sparsata
Isochromodes sparsata là một loài bướm đêm trong họ Geometridae.